# Francesc Muntaner i Moner
Francesc Muntaner i Moner (1743, Palma, Mallorca - 1805, Madrid) fou un gravador mallorquí del segle xviii que pertany a una gran família d'artistes. Destaca per la seva extensa producció, de gran qualitat, i perquè formà part de la Real Academia de Bellas Artes de San Fernando, participant en els projectes culturals més importants de la política il·lustrada del moment.
Francesc Muntaner era fill de Llorenç Muntaner i Upé (1706-1768), gravador de xilografies i calcografies, i de Joana Aina Moner i Camps; i el segon dels seus set fills. Inicià la formació artística amb el seu pare, malgrat també es dedicà a la pintura en la seva primera etapa: pintà el retaule de Sant Luís Gonzaga a l'església de Santa Eulàlia de Palma i varies obres al Palau Episcopal. Fou protegit pel bisbe de Mallorca, Francisco Garrido de la Vega (1713-1776), i el recomanà per ingressar en la Real Academia de Bellas Artes de San Fernando.
A Madrid es casà, cap el 1779, amb Marta Ignacia González Palomino, deu anys més jove que ell, neta del gravador Juan Bernabé Palomino y Fernández de la Vega (1692-1777) i filla del pintor Antonio González Ruiz (1711-1788). No tingueren fills.

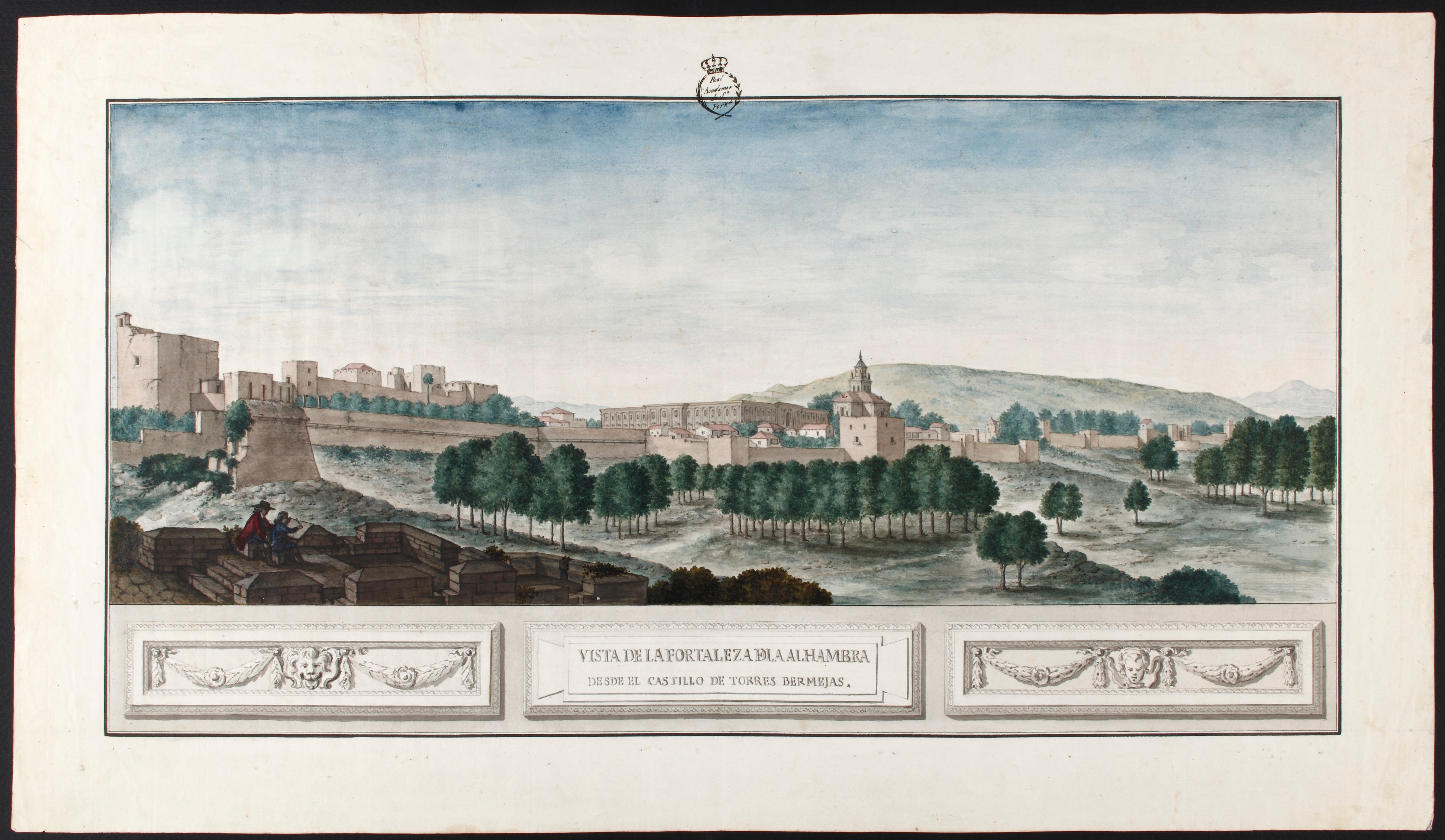
Vista de l'Alhambra des del castell de Torres Bermejas

Muntaner participà en varis dels més importants projectes de l'Acadèmia de Belles Arts inspirats en els principis de la il·lustració. Així a l'obra las Antigüedades árabes de España, el 1775 gravà la Vista de la fortaleza de la Alhambra desde el castillo de Torres Bermejas i la Vista de la mezquita de Córdoba y columnas miliarias, dibuixades per José de Hermosilla. El 1784, per indicació de Ventura Rodríguez, gravà els plans de la planta i vistes de la catedral de Màlaga, publicats un any més tard como Diseños de la catedral de Málaga.

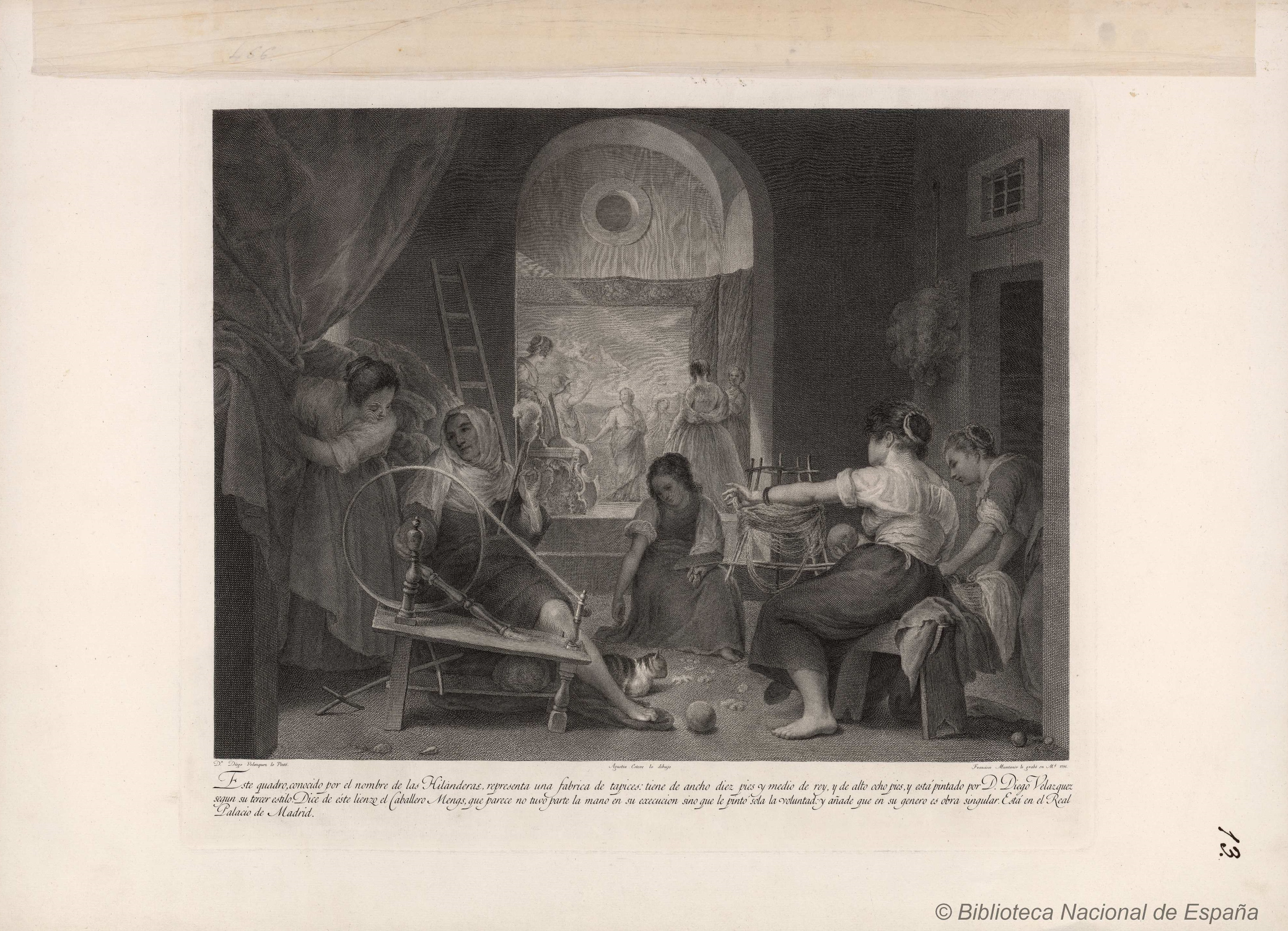
Les filadores, gravat per Francesc Muntaner segons dibuix d'Agustí Esteve, reproducció del quadre de Diego Velázquez ara en el Muse del Prado. Biblioteca Nacional d'Espanya

Col·laborà en la sèrie de Retratos de los españoles ilustres promoguda por la Real Calcografía a proposta de Manuel Salvador Carmona, director de la Real Academia de San Fernando. Realitzà els retrats d'Ambrosio de Morales i de Juan de Mariana, ambdós per dibuixos de José del Castillo (1788), el del cardenal Gil de Albornoz, 1791, dibuix de Manuel de la Cruz Vázquez, el d'Antonio Agustín, 1791, per dibuix de José Maea, i el de Juan Luis Vives, 1794, segons dibuix de José López Enguídanos.
Per a la Compañía para el grabado de los cuadros de los Reales Palacios gravà en 1796 Les filadores de Diego Velázquez, segons dibuix de Agustí Esteve, el Bufón con libros també de Velázquez per dibuix de León Bueno, la Aparición de la Virgen a san Bernardo de Bartolomé Esteban Murillo a partir d'un dibuix de León Bueno, i el Magistrado con un crucifijo de Leandro Bassano per dibuix igualment de León Bueno. També dirigí al seu deixeble Manuel Esquivel en las reproduccions de Esopo y Menipo de Velázquez per a la mateixa obra.